# NIC-20A
La NIC-20A es una autopista nacional catalogada como troncal secundaria ubicada en Nicaragua. La carretera inicia en el Noreste con la NN-154 hasta finalizar con la NIC-4A en la línea departamental de Managua y Masaya.